# Vente liée de logiciels avec du matériel informatique
Le terme racketiciel désigne un logiciel vendu de force avec du matériel informatique. Cette vente liée qui est illégale dans la plupart des pays, est malgré tout souvent pratiquée, au détriment de la liberté de choix des consommateurs.

## Histoire
Au début de l'informatique, les logiciels font partie de la connaissance générale humaine et scientifique et sont traités comme des recettes de cuisine : les sources sont publiques, n'importe qui peut copier, modifier et diffuser ses modifications. C'est notamment cet échange totalement ouvert qui va faire faire à l'informatique des progrès spectaculaires.
En outre, le prix du matériel (hardware) est tel que ce soit en R&D ou en production, que le prix des logiciels n'est perçu par aucun des acteurs comme un enjeu économique important.
La baisse du coût du hardware et la complexité des programmes va amener au dépôt de brevets et copyright.
Cette privatisation des logiciels va rencontrer une levée de boucliers de la part des développeurs, qui perçoivent cela comme une entrave à leurs recherches, en premier lieu dans les grands centres de recherche aux États-Unis, le plus célèbre étant le MIT.
La popularisation des ordinateurs pour particuliers (PC et Apple) au début des années 1980 a donné à cette lutte (libre contre privateur) une nouvelle dimension au vu du marché qui venait de se créer.
Chaque fabricant cherchant à rendre sa clientèle dépendante de ses logiciels et de ses formats. Pendant qu'une partie de la communauté des développeurs cherchait à préserver la liberté des logiciels en créant notamment la GPL et le copyleft.
Cette lutte a connu un paroxysme avec la vente liée, qu'il ne faut pas confondre avec la vente forcée.
Après achat (non forcé) de son ordinateur, l'utilisateur est obligé, pour pouvoir utiliser sa machine, de se lier au fabricant de l'OS par un contrat particulier (CLUF…). La conclusion d'un second contrat à la suite d'un premier est illégale dans de nombreux pays.
Le terme racketiciel apparaît pour la première fois dans la liste de discussion du groupe de travail Détaxe de l'AFUL. Plus parlant que Détaxe, il est vite repris et adopté par les membres de la liste. Le 12 avril 2006, la pétition « Non aux racketiciels » est lancée en France. Elle demande tout simplement l'application du code de la consommation et dépasse les 30 000 signatures.

## Conséquences de la vente liée
La vente liée a des conséquences à la fois sur les consommateurs et sur la concurrence. Cette pratique a pour effet de verrouiller un marché au profit d'un ou plusieurs acteurs, généralement ceux qui ont le plus de poids sur le marché en question ou sur un marché lié à celui-ci. Cette distorsion de concurrence a nécessairement des effets néfastes sur l'emploi, sur le pouvoir d'achat, et sur les progrès techniques, même si aucune étude aujourd'hui ne permet de quantifier précisément ces effets.

## Logiciels et matériels informatiques concernés
Bien que les systèmes d'exploitation représentent une part considérable du phénomène, celui-ci s'étend à toutes sortes de logiciels. Citons :
- les suites bureautiques ;
- les logiciels de gravure ;
- les logiciels de sécurité (anti-virus, pare-feu, etc.) ;
- les logiciels pour la bureautique : Microsoft Word, Excel…

Si les ordinateurs (et plus particulièrement les ordinateurs portables) sont les principaux concernés, les racketiciels accompagnent désormais toute sorte de matériel informatique (clés USB, lecteurs multimédias, etc.), bien que ces cas soient plus controversés. L'arrivée de solutions logicielles alternatives pour les téléphones portables, les GPS et autres assistants personnels pourraient intensifier le débat dans ces domaines.

## Arguments pour et contre la vente liée de logiciels avec du matériel informatique

### Arguments pour
Certains constructeurs d'ordinateurs défendent leurs pratiques en évoquant l'intérêt du consommateur que représente la pré-installation des logiciels. En effet, un grand nombre de personnes ne savent pas installer eux-mêmes ces logiciels et n'auraient pas accès à l'informatique sans cela. Ils évoquent également un surcoût que représenterait l'optionalité des logiciels installés en usine. On évoque également l'encouragement du piratage que serait la vente de machine nue (vendue sans logiciels). Enfin ils considèrent que la garantie de l'ordinateur est assurée par l'usage du système pré-installé.

### Réponses aux arguments pour
La pré-installation n'implique pas la pré-activation. La garantie matérielle est indépendante du système d'exploitation. Dans le Contrat de Licence d'Utilisateur Final des versions de Windows, il est explicitement écrit que le système est sans garanties[réf. nécessaire]. Plusieurs constructeurs dont Dell et Hp vendent aux grandes entreprises, sans aucun problème (en option), des systèmes d'exploitation alternatifs.

### Arguments contre
Les opposants[Qui ?] aux racketiciels invoquent avant tout le libre choix. Ils estiment que les racketiciels expliquent en partie la position de quasi-monopole de la société Microsoft sur le marché des systèmes d'exploitation pour PC (Windows). Ils rappellent qu'il est possible, avec des solutions comme celle du code d'activation, de proposer des logiciels pré-installés sans pour autant obliger à leur achat.

## Problèmes liés
Outre l'obligation d'acheter les logiciels, les associations de consommateurs et d'utilisateurs de logiciels libres dénoncent le non-affichage du détail des prix et l'impossibilité d'obtenir avant l'achat les contrats de licences des logiciels imposés.

## Les racketiciels dans le monde

### En Europe
Fin 2007, la commission Concurrence considérait qu'il n'y a pas lieu d'agir dans plusieurs courriers adressés à des particuliers. Un think tank libéral, le Globalisation Institute, appelle à l'optionnalité,.

#### En Angleterre
En 2006, un particulier obtient le remboursement de sa licence Windows auprès de la société DELL.

#### En France

##### Le code de la consommation
En France, durant l'année 2014, la vente liée est interdite par l'article L122-1 du code de la consommation. En 2016, la loi est abrogée par ordonnance dont le contenu du texte devient généraliste. En 2015, les articles L113-3 et L134-1 du même code garantissent respectivement au consommateur un affichage clair des prix et la possibilité pour lui d'obtenir les contrats de licences qu'il souhaite acquérir,. En 2016, les articles L113-3 et L134-1 sont abrogés et depuis le 25 août 2021, l'article L113-3 est dédié aux magasins de vente commercialisant des denrées alimentaires.

##### Procédure judiciaires et débats politiques
Plusieurs particuliers ont à ce jour porté une affaire de racketiciels devant différents tribunaux de proximité. Citons les jugement de Lunéville (5 juillet 2006 en faveur du constructeur), de Rennes (6 juillet 2006 en faveur du consommateur), de Puteaux (23 juillet 2007 en faveur du consommateur) et de Libourne, (février 2008 en faveur du consommateur) qui ne forment pas encore une réelle jurisprudence. En juin 2006, l'UFC Que-choisir annonce une procédure lancée au TGI de Nanterre sur ce terrain contre un constructeur (Hewlett-Packard) et deux distributeurs d'ordinateurs (Auchan et Darty). Après 8 ans de bataille judiciaire, le constructeur d'ordinateur Hewlett-Packard obtient gain de cause en 2014.
Souvent appelée à agir, la direction générale de la Concurrence, de la Consommation et de la Répression des fraudes (DGCCRF) reste jusqu'à présent dans une position de spectateur,. Plusieurs débats parlementaires n'ont pas encore permis de changer la situation actuelle.
En septembre 2013, à la suite de l'élection présidentielle française de 2012 les espoirs de diverses associations sont déçus, le Sénat rejette les amendements proposés.
Le 26 juin 2015, la cour de cassation française demande à la Cour de justice de l'Union européenne de trancher concernant des faits ayant eu lieu en 2008. Celle-ci accepte et doit rendre son verdict à une date ultérieure. Il s'agit d'une question préjudicielle, qui s'applique à l'ensemble des États membres à partir du 8 novembre 2019,.
Lors de la discussion du projet de loi pour une République numérique, une proposition visant à interdire ce type de vente liée est déposée et connaît une forte approbation des internautes. Elle est cependant rejetée par le gouvernement, qui demande d'attendre la décision de la cour de justice de l'Union européenne (CJUE).

#### En Italie
Le 28 septembre 2007, le tribunal de Florence donne raison à un consommateur qui demandait le remboursements de logiciels face à un constructeur.
En janvier 2011, l'Aduc, une association de consommateur, ouvre une action collective contre Microsoft.

### En Asie

#### En Chine
En Chine, une loi de 2007 oblige les constructeurs à fournir un système d'exploitation avec tout nouvel ordinateur dans le but officiel de lutter contre le piratage.